# Lincoln Thompson
Prince Lincoln Thompson (Kingston, 10 de julio de 1949 - Londres, 14 de enero de 1999) fue un músico jamaiquino de roots reggae y un rastafari. Estrenó 7 álbumes musicales. Se trasladó con su familia a Inglaterra en la primera parte de los ochenta, reubicándose en el norte de Londres y manejando una tienda de comida rastafari, que se llama ital. En 1996 un estadounidense acordó con él de producir un último álbum.

## Discografía
Humanity 1974
- San Salvador
- They know not Jah
- Old Time Friend
- Unconventional people
- Love the way it should be
- Henry Kissinger
- Kingston 11

Experience 1979
- Nobody here but me
- Blessed are the meek
- Slave driver
- Jah love
- Babylon is falling
- True Experience
- For once in my life
- Walk in Jah light
- Jungle fever
- Thanksgiving

Harder na Rass 1979
- Interstellar Over Dub
- Second Sight
- Nebular Dub
- Time Wharp
- Universally Dubbed
- Terrestial Dub
- Gravitational Echoes
- Dub Vortex
- Regenerated Dub
- Cosmic Silence

Natural Wild 1980
- Mechanical devices
- Natural wild
- My generation
- Natural (reprise)
- Spaceship
- People's minds
- People love Jah music
- Smiling faces

Ride with the Rasses 1982
- One common need
- Kinky mone game
- Come Spring
- Fall back
- Brotherhood of man
- Ride with the Rasses
- No future at all

Rootsman Blues 1983
- Unite the world
- Hail Shanti
- Whopping good vibration
- Rootsman Blues
- Revolutionary man
- You make me feel alright
- Love the way it should be
- Whopping good dub

21st century 1997
- Intro
- Heroes just the same
- 21st century
- Hard times come again
- Hear our cry
- Let freedom reign
- Fire burning
- Preacher man
- Ain't gonna...
- Meditation time
- Outro

- Datos: Q2572518